# Joaquim Lloret i Homs
Joaquim Lloret i Homs (n. Barcelona; 1890 - f. 1988) Constructor y arquitecto, titulado en 1915, fue creador del edificio racionalista Barraquer en Barcelona.

## Obras

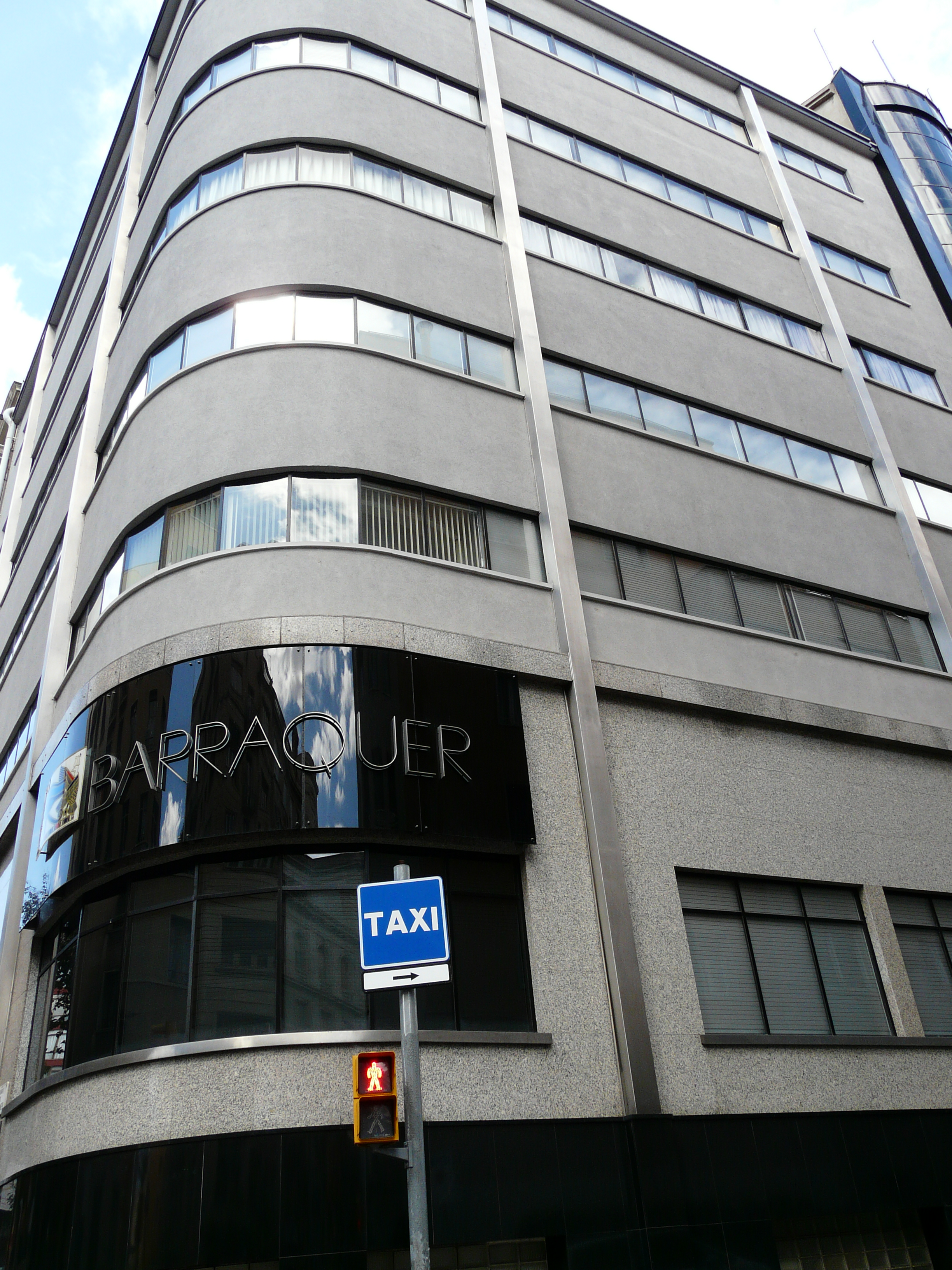
Clínica Barraquer

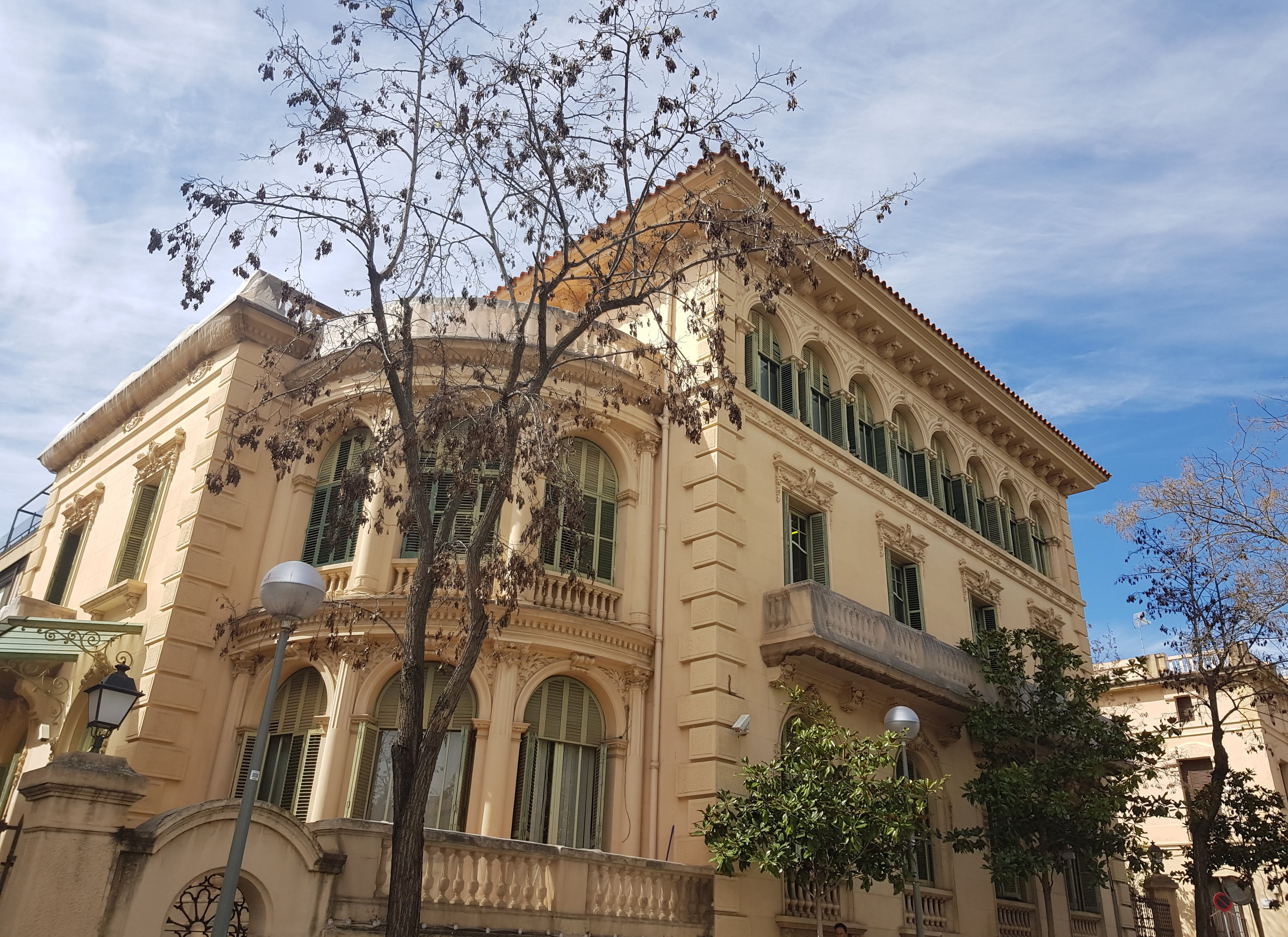
Torre San Fernando

Arquitecto, diseñador y constructor español, conocido sobre todo por sus edificios en la posguerra, hizo su obra más conocida en los años 1934-1939, la Clínica Barraquer, del oftalmólogo Ignacio Barraquer, en la Calle Muntaner 314 .Construido en la época del GATCPAC, se parece sin embargo más al estilo centro europeo de los años 1930s con sus fachada redondeada.
Es el arquitecto de varios edificios emblemáticos en el barrio de Sarriá-Gervasi, como de la Torre San Fernando (1920) del empresario Emilio Heydrich, en la Calle Iradier 9 -11, que hoy alberga la comisaría de los mossos de Escuadra. La Quinta de San Isidro (1920) es otra torre particular, propiedad de Isidra Pons de Pascual, edificio que formaba parte de otras torres de la misma familia. Hoy acoge el Centro Clínico Cruz Blanca.
Construyó para José Felíu Prats el “El Rancho grande” en 1944, un edificio de viviendas plurifamiliares de estilo novecentista de posguerra, donde el arquitecto utilizó elementos prefabricados. Se encuentra en la Vía Augusta entre las calles Muntaner y Santaló. Otros edificios plurifamiliares son las casas de la calle Josep Bertrand núm. 5, o las casas en el distrito 5 de Barcelona, de arquitectura popular, diseñado junto con Teodoro Torné y Teresa Rovira. La mayoría de sus edificios están bajo protección oficial.